# Little Big Adventure
Little Big Adventure (poza Europą wydana jako Relentless: Twinsen's Adventure) – komputerowa gra przygodowa wyprodukowana przez francuskie studio Adeline Software International i wydana w 1994 roku przez Electronic Arts. Bohaterem gry jest Twinsen, człekokształtny stwór Quetch, który doświadczył proroctwa zwiastującego zagładę jego planety. Twinsen zostaje umieszczony w zakładzie psychiatrycznym przez klony doktora FunFrocka, tyrana sprawującego totalitarną władzę nad planetą. Wydostawszy się z zakładu, Twinsen próbuje obalić FunFrocka i zapobiec naruszeniu równowagi w przyrodzie, którą tyran próbuje zaburzyć celem uzyskania zdolności porównywalnych z bóstwem.
Little Big Adventure jest przygodową grą akcji, której akcja toczy się w dwuwymiarowym, izometrycznym środowisku obsadzonym przez trójwymiarowe postacie. Dysponując czterema trybami sterowania swoim bohaterem, gracz może wdawać się w konwersacje z postaciami niezależnymi, zbierać przedmioty potrzebne do dalszego postępu, jak również prowadzić walkę z wrogo nastawionymi postaciami.
Gra Little Big Adventure została wyreżyserowana przez twórcę Alone in the Dark, Frédéricka Raynala, który, opuściwszy wytwórnię Infogrames po konflikcie z jej szefostwem, zebrał ekipę złożoną między innymi z grafików Yaël Barroz i Didiera Chanfraya. Po ponadrocznym okresie produkcyjnym gra Little Big Adventure spotkała się z pozytywnymi ocenami krytyków, którzy doceniali przede wszystkim jej oprawę audiowizualną, sceptycznie natomiast odnosili się do warstwy fabularnej. W 1997 roku gra doczekała się kontynuacji pod nazwą Little Big Adventure 2, natomiast w 2015 roku ukazała się w reedycji wydanej przez DotEmu.

## Fabuła

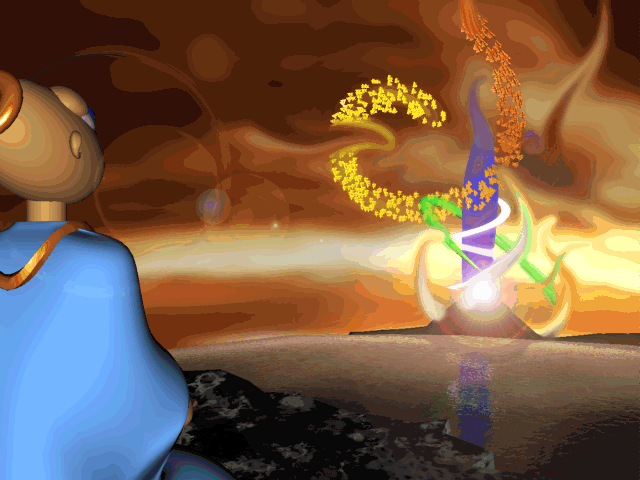
Zrzut ekranu z intra do gry, przedstawiający proroczy sen Twinsena

Gra rozgrywa się na fikcyjnej planecie Twinsun, która znajduje się w punkcie libracyjnym pomiędzy dwoma słońcami, czego wynikiem jest obszar polarny wokół równika. Twinsun zamieszkują cztery rodzaje dwunożnych zwierząt; człekokształtne istoty z kucykami z gatunku Quetch; niewielkie kuliste stworzenia z gatunku Sphero, antropomorficzne słonie z gatunku Grobo, oraz wysokie człekokształtne króliki z gatunku Rabbibunny. Początek gry ujawnia, że wszystkie wspomniane zwierzęta zostały zapędzone na półkulę południową przez brutalnego tyrana znanego jako doktor FunFrock. Ten podporządkował planetę, rozwijając armię klonów, które podróżują za pomocą punktów teleportacyjnych rozsianych po całej planecie. Gracz wciela się w młodego Quetcha o imieniu Twinsen, który został uwięziony w szpitalu psychiatrycznym na Wyspie Cytadeli ze względu na prorocze sny o końcu świata.
Twinsen ucieka ze szpitala psychiatrycznego i wraca do swojego domu, który dzieli z dziewczyną Zoe. Kiedy jednak klony FunFrocka przybywają, aby go ponownie aresztować, Zoe ukrywa Twinsena i sama zostaje aresztowana. Twinsen później podróżuje między wyspami planety, starając się znaleźć sposób na zwyciężenie armii klonów FunFrocka i odzyskanie Zoe. Odkrywa w międzyczasie, że jego dziwne sny są w rzeczywistości częścią Proroctwa, legendarnej opowieści o bogini Sendell, która ma zamieszkiwać rdzeń planety i czuwać nad populacją planety Twinsun. Sny Twinsena są w rzeczywistości telepatycznymi wiadomościami wysyłanymi przez Sendell, która wieki temu wybrała jego przodków, aby pomogli jej czuwać nad planetą. Twinsen ma za zadanie ostrzec mieszkańców planety o niebezpieczeństwie stwarzanym przez FunFrocka.
Zdając sobie sprawę, że znalezienie FunFrocka i spełnienie Przepowiedni jest jedynym sposobem na odzyskanie Zoe, Twinsen łączy siły z grupą rebeliantów przeciwko FunFrockowi. Rebelianci pomagają mu sabotować klony i punkty teleportacyjne, po czym pomagają mu dostać się na północną półkulę, gdzie FunFrock rozpoczął olbrzymią operację wwiercenia się do rdzenia planety. Twinsen włamuje się do głównej fortecy FunFrocka i znajduje Zoe – pozornie zamkniętą w więzieniu, która jednak okazuje się klonem – przynętą stworzoną przez FunFrocka. FunFrock ujawnia, że zamykając Twinsena w fortecy, zamierza spokojnie przewiercić się do rdzenia planety, gdzie ma nadzieję przejąć boskie moce Sendell.
Twinsen ucieka z pułapki zastawionej przez klony FunFrocka, po czym bohaterowi udaje się wysadzić fortecę w powietrze. Dzięki temu może zapobiec całkowitemu wwierceniu się FunFrocka do siedziby Sendell. FunFrock czeka z Zoe przy wejściu do tejże siedziby. Tam twierdzi, że oszczędzi Twinsena i Zoe, jeśli otworzą studnię dla FunFrocka. Twinsen spycha FunFrocka w przepaść podczas walki na miecze i otwiera studnię w celu ukończenia przepowiedni, nieumyślnie umożliwiając FunFrockowi zdobycie boskich mocy. Twinsen pokonuje FunFrocka w ostatecznej konfrontacji, a on i Zoe spotykają Sendell, istotę składającą się wyłącznie z żarzącej się energii elektrycznej, która dziękuje im za uratowanie rdzenia planety. Sendell wykorzystuje swoje moce, aby sprowadzić Twinsena i Zoe z powrotem na powierzchnię, gdzie mieszkańcy planety przygotowali uroczystość na cześć Twinsena.

## Rozgrywka

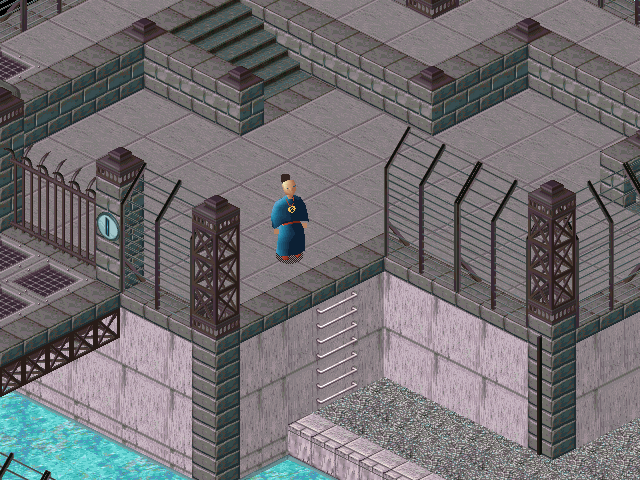
Zrzut ekranu z gry

Gra Little Big Adventure jest utrzymana w konwencji przygodowej gry akcji. Gracz obserwuje rozgrywkę w dwuwymiarowym rzucie izometrycznym, a po świecie gry przemieszczają się trójwymiarowe postacie. Gracz, sterując Twinsenem, może się poruszać na cztery sposoby. W pierwszym z nich, normalnym, postać gracza może spacerować, zdobywać przedmioty oraz nawiązywać rozmowę z napotkanymi postaciami niezależnymi. Drugi, sportowy, pozwala graczowi biegać i skakać. W trzecim trybie, agresywnym, możliwe jest prowadzenie walki z wrogo nastawionymi postaciami. Wreszcie czwarty tryb, dyskretny, umożliwia przemykanie tuż obok wroga i chowanie się za obiektami. Gracz musi nieustannie zmieniać tryby poruszania się postaci, aby odnieść w grze sukces, przy czym wspomniane umiejętności umożliwiają różnorodne radzenie sobie z przeciwnikami – od otwartej walki z nimi po unikanie ich.

## Produkcja

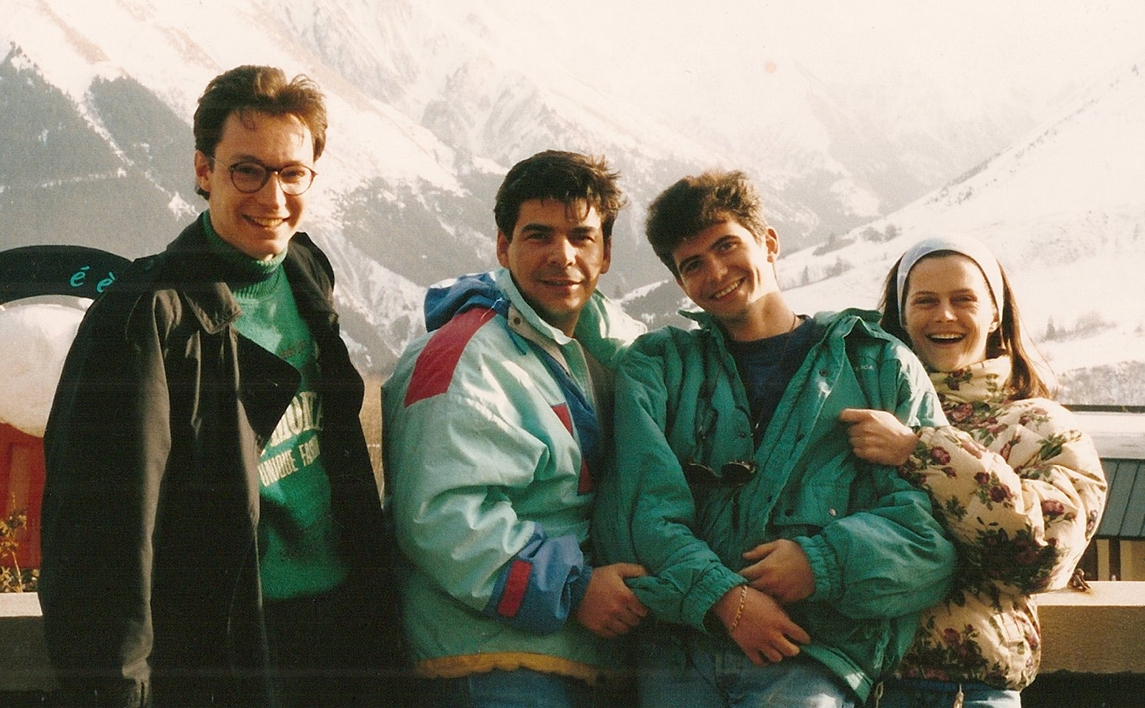
Założyciele Adeline Software: od lewej Laurent Salmeron, Didier Chanfray, Frédérick Raynal oraz Yaël Barroz

Gra Little Big Adventure została stworzona przez francuskie studio Adeline Software International, które powstało w wyniku konfliktu wytwórni Infogrames z jej pracownikiem Frédérickiem Raynalem. Raynal wraz z żoną Yaël Barroz, Laurentem Salmeronem oraz Didierem Chanfrayem opuścił w 1993 roku Infogrames, zakładając w Lyonie własną spółkę pod nazwą Adeline. Reżyserem gry został Raynal; za trójwymiarowe obiekty odpowiadał Chanfray (który wespół z Raynalem opracował również przerywniki filmowe), podczas gdy Barroz skoncentrowała się na tworzeniu teł. Muzykę oraz efekty dźwiękowe skomponował Philippe Vachey. W oryginalnej, francuskiej wersji gry głosy pod postacie podłożyli Julie Bataille, Sylvain Caruso, Pierre-Alain de Garrigues oraz Catherine Margaillan.
Planując tworzenie Little Big Adventure, pracownicy studia wykorzystali swoje doświadczenia z pracy nad Alone in the Dark. Przede wszystkim trójwymiarowe obiekty w grze studia Adeline zostały stworzone z wielokątów cieniowanych metodą Gourauda. Po dwuwymiarowym świecie gry bez zbytniego obciążenia ówczesnych procesorów mogło się przemieszczać około sześciu postaci naraz. Pierwotna wersja Little Big Adventure obsługiwała tła wykonane w programie 3D Studio, w rozdzielczości SVGA. Gra obsługiwała również 16-bitowe karty dźwiękowe, generując takie efekty dźwiękowe jak odgłosy materiałów, po których poruszał się sterowany przez gracza bohater.
Za międzynarodowe wydanie gry odpowiadała spółka Electronic Arts. Pierwotnie Little Big Adventure ukazała się w 1994 roku, w wersji na komputery osobiste obsługujące płyty CD-ROM. Później pojawiła się również wersja obsługująca dyskietki, pozbawiona jednak dubbingu postaci oraz przerywników filmowych. Gra doczekała się również wydania na konsolę PlayStation. Planowana była także konwersja gry na Super Nintendo Entertainment System, jednak nie doszła ona do skutku. W 2015 roku pojawiła się reedycja Little Big Adventure, przeznaczona na urządzenia mobilne z systemami operacyjnymi Android oraz iOS. Jej dystrybutorem była spółka DotEmu.

## Odbiór
Little Big Adventure została bardzo pozytywnie przyjęta przez rodzimych recenzentów. Thierry Falcoz z pisma „Génération 4” opisywał scenariusz jako „szalony” (délirant), jednak mimo to twierdził, że świat gry pozostaje „logiczny i realistyczny”. Przy tym realizm miał dotyczyć przede wszystkim zachowania swobodnie się przemieszczających po świecie gry niezależnych postaci. Falcoz zasugerował ponadto, że twórcy Little Big Adventure czerpali inspirację z rodzimej gry Crafton & Xunk (1985), wydanej przez Ére Informatique. Recenzent z pisma „Joystick” zauważał wprawdzie, że scenariusz gry jest „całkiem prosty”, lecz stwierdzał, że stanowi on jedynie pretekst dla „jednej z najbardziej udanych gier jak na tę chwilę”. Przedmiotem pochwał za strony „Joysticka” były przede wszystkim szczegółowa oprawa graficzna oraz przerywniki filmowe.
W Stanach Zjednoczonych gra także spotkała się z uznaniem. Recenzent pisma „Edge” zauważał, że jak na grę poświęconą walce z totalitarnym systemem świat przedstawiony wygląda jak „przyjazne miejsce, z parkami przeznaczonymi do spaceru [...], czystymi plażami oraz dobrym oświetleniem ulicznym”. W „Edge” dostrzeżono, że totalitarny system dyskretnie ingeruje w życie mieszkańców, którzy nie spodziewają się zagrożenia dla ich wolności. Znacznie bardziej sceptyczny wobec Little Big Adventure był Charles Ardai z „Computer Gaming World”, wytykając twórcom plastikową oprawę graficzną, postacie przywodzące na myśl zabawki Fisher Price oraz samą fabułę, będącą „dziwaczną mieszaniną książeczek dla dzieci oraz fantastyki naukowej o państwie policyjnym”. W końcu jednak dla Ardaia produkcja Adeline Software była „jedną z najprzyjemniejszych gier sezonu [1995]”.
Little Big Adventure odniosła również sukces komercyjny. Do lutego 1997 roku sprzedano około 320 tysięcy egzemplarzy, natomiast sprzedaż w sierpniu 1999 roku przekroczyła 500 tysięcy. Jednakże w Stanach Zjednoczonych sprzedano tylko 30 tysięcy sztuk, do czego zdaniem dziennikarza Daniela Ichbiaha mogła się przyczynić nieudana kampania promocyjna ze strony Electronic Arts.
W roku 2021 nowe studio założone przez Raynala i Chanfraya, 2.21, zapowiedziało prace nad zremasterowaną wersją Little Big Adventure (przemianowaną na Twinsen’s Little Big Adventure). Rok później dotychczasowa wersja, dystrybuowana jako Twinsen’s Little Big Adventure Classic, otrzymała na platformie dystrybucyjnej Steam funkcje takie jak zapisy gry w chmurze, wybór języka z poziomu menu oraz tryb New Game+. Ten ostatni pozwalał rozpocząć grę od nowa z przedmiotami zdobytymi pod koniec rozgrywki.